# Mithraeum I de Carnuntum
Le mithraeum I de Carnuntum a été découvert entre Petronell-Carnuntum et Bad Deutsch-Altenburg, en Autriche,.
Il fait partie des trois mithraea de la cité de Carnuntum de l'ancienne province romaine de Pannonie supérieure.

## Historique
Ce sanctuaire de culte de Mithra a été découvert en 1852 entre Bad Deutsch-Altenburg et Petronell-Carnuntum. L'importance de ce lieu pour les habitants de Carnuntum s'explique par la traversée du Danube et la proximité de l'embouchure de la Morava. En 1853, le Cabinet des monnaies austro-hongrois, sous la direction de l'archéologue Eduard von Sacken, y organisa des fouilles.

## Description
Selon le rapport peu détaillé de E. von Saken, la grotte du mithraeum aurait eu un plan semi-circulaire. Des rochers en saillie et des ajouts artificiels de maçonnerie et de blocs de pierre donnaient au mithraeum l'apparence d'une grotte.
Lors de sa découverte, il ne restait probablement qu'une abside semi-circulaire. Au nord de l'abside, un reste de stuc a été trouvé, décoré de lignes horizontales jaune-rouge. Une partie du mur d'entrée a également pu être examinée. Selon une inscription du bâtiment, le sanctuaire, alors déjà en ruine, a été réparé au IVe siècle à l'instigation de Caius Atius Secundus.
L'inventaire comprenait, entre autres, six autels de consécration offerts par des officiers de la légion, des prêtres et des esclaves. Dans une inscription, Mithra est désigné comme le genitor luminis (créateur de lumière). L'image centrale du culte, la tauroctonie, qui représente le dieu tuant des taureaux, mesurait environ 1,80 × 1,50 m, dont il ne reste que le taureau. En outre, dans le mithraeum, il y avait des représentations ou des sculptures de la naissance rupestre du dieu (petra genetrix), du porteur du flambeau Cautopatès, de Mercure et d'un lion avec la gueule ouverte. Ils étaient en grès et étaient à l'origine peints.
Presque toutes les découvertes du mithraeum I sont conservées au musée d'Histoire de l'art de Vienne (Autriche).

### Autel d'Adiectus
Cet autel votif a été découvert, en 1853, dans le mithraeum I. Il fut érigé par Adiectus, esclave de Tibère qui voulait rendre hommage à Mithra,.
« D(eo) I(nvicto) M(ithrae) Addiec(tus) ser(vus) T(iberia) C(...) V(...) gen(itori) lum(inis) v(otum) s(olvit) l(ibens) l(aetus) m(erito). »
« Au dieu invincible Mithra, Adiectus, esclave de Tibère C[---] V[---], ancêtre de la lumière (?), accomplit son vœu de bon gré, avec joie et justice. »

### Autel de Sacidius Barbarus
Cet autel est le plus ancien de Carnuntum . Il date du Ier siècle apr. J.-C. selon la dédicace du centurion Caius Sacidius Barbarus de la Legio XV Apollinaris.
« Invicto Mitrhe C. Sacidius Barbarus [c(enturio)] leg(ionis) XV Apol[linar(is)] ex voto .... »
« A l'invincible Mithra, Caius Sacidius Barbarus, centurion de la XVe légion d'Apollinaris, sur vœu. »

### Autel de Petra Genetrix
La Petra Genetrix (Rocher mère ou Rocher qui a donné naissance) est le rocher d'où est né Mithra dans la mythologie ésotérique irano-romaine (Mithra pétrogène). Cet autel, trouvé dans le mithraeum I, a été dédié par Publius Aelius Nigrinus,.
« Petrae  genetrici P. Ae(lius) Nigri(nus sacerd(os) v(otum) s(olvit). »
« À la Petra Genetrix, Publius Aelius Nigrinus, prêtre, a accompli son vœu. »

### Autel de Flavius Verecundus
Cet autel date de la seconde moitié du IIe siècle et il est dédié aux deux compagnons de Mithra, Cautès et Cautopatès qui sont représentés de chaque côté de la stèle. Elle fut érigée par le centurion Flavius Verecundus de la Legio XIII Gemina, selon l'épigraphe de face.
« D(eo) I(nvicto) M(ithrae) C(aute ?) T(itus) Flavius Verecundus Cl(audia) Savaria (centurio) leg(ionis) XIIII g(eminae) M(artiae) v(ictricis) v(otum) s(olvit) l(ibens) l(aetus) m(erito). »
« Au dieu invincible Mithra, [et à] Cautes, Titus Flavius Verecundus de la tribu des Claudia de Savaria, centurion de la Legio XIV Gemina de Mars le Conquérant, a volontairement, joyeusement et méritément accompli son vœu. »